# Crucifixo chorando em Mumbai
O crucifixo chorando em Mumbai é uma estátua de Jesus crucificado em Mumbai (Bombaim) que atraiu grande atenção em 2012, quando um fluxo constante de água começou a escorrer de seus pés. Alguns dos cristãos católicos locais acreditaram que o incidente foi um milagre. Entretanto, um autor cético-racionalista e ateu, Sanal Edamaruku, forneceu evidências de que a água provinha de um sistema de esgoto defeituoso, que vazou devido à ação capilar. No entanto, Edamaruku também acusou os padres cristãos latinos de enganarem os devotos e de fraudar milagres para ganhar dinheiro a fim de construir igrejas ou conventos maiores e mais novos, e zombou do Papa como "anti-ciência". Um representante da igreja admitiu que Edamaruku tinha o "direito de duvidar" e os activistas cristãos disseram que a reação não foi por desmascarar o suposto "milagre", mas pelas declarações difamatórias que foram feitas na televisão ao vivo. Depois disso, ele foi posteriormente sujeito a investigação por ter supostamente violado leis de blasfêmia. Um advogado católico e a Arquidiocese Católica Romana de Bombaim pediram que ele se desculpasse pelos comentários. Ele migrou para a Finlândia para evitar ser preso sob a lei da blasfêmia.

## Fenômeno
No dia 5 de março de 2012, os pés de uma estátua de madeira de Jesus crucificado no bairro de Irla, perto da Igreja de Nossa Senhora de Velankanni em Mumbai, começaram a pingar água. O evento foi descoberto por uma mulher que relatou o fato ao pároco local; o gotejamento parou em 8 de março. O pároco da igreja, Augustine Palett, declarou que "quer a ciência possa explicar o que aconteceu ou não, um milagre ocorreu em Irla, e que dezenas de cristãos, hindus e muçulmanos rezarem juntos sob a cruz".
Em 12 de março, Agnelo Gracias, bispo auxiliar de Mumbai, fez uma declaração: "Pode-se duvidar que isso tenha uma causa sobrenatural. Ainda não vi a cruz. É bem possível que a água pingando dela possa ter uma explicação natural."

## Explicação científica
O racionalista indiano Sanal Edamaruku foi convidado pela TV9 de Mumbai a fazer uma investigação com o consentimento das autoridades da igreja. Ele foi com um engenheiro até o local onde o suposto milagre havia acontecido e localizou a origem do gotejamento na parte traseira. Edamaruku descobriu que a água estava vazando pelos pés devido à ação capilar e ao encanamento defeituoso. A humidade na parede, onde a estátua estava pendurada, parecia vir de um ralo transbordando, que por sua vez era alimentado por um cano que saía de um banheiro próximo.
Em um debate na TV9, o bispo Agnelo Gracias de Mumbai disse: "Nós nunca vamos dizer que é um milagre. A igreja investigará com muito cuidado." Ele disse que era possível que este incidente em particular tivesse "causas naturais" e concordou que Edamaruku tem o "direito de duvidar".

## Consequências
Após Edamaruku televisionou comentários zombando da Igreja Católica e do Papa, o Fórum Secular Católico, uma instituição católica baseada em Mumbai, apresentou 17 "relatórios de primeira informação" contra Edamaruku sob a seção 295-A do IPC, uma lei de blasfêmia da Índia. A Arquidiocese Católica Romana de Bombaim não estava envolvida nas acusações criminais, mas emitiu uma declaração pedindo desculpas; eles também pediram que a promotoria retirasse as acusações. A União Católica de Toda a Índia afirmou que a lei estava a ser aplicada de forma inadequada. Colin Gonsalves, o fundador do Centro Indiano para os Direitos Humanos e o Direito, declarou que não foi cometido qualquer crime. Houve outras reclamações de que a lei estava sendo mal utilizada para suprimir a liberdade de expressão. Vishal Dadlani e James Randi falaram publicamente em apoio a Edamaruku. Em 31 de julho de 2012, Edamaruku deixou a Índia e se refugiou na Finlândia. Em 2014, o Fórum Secular Católico ainda mantia a posição que ele fosse processado se retornasse à Índia.